# Margizoides
Margizoides (лат.) — род чешуекрылых из подсемейства совок-пядениц.

## Описание
Щупики длинные косо изогнутые, сверху с бахромой. Усики ресничато опушенные. Крылья с округлым передним краем и с острой вершиной. Размах крыльев от 22 до 34 мм.

## Классификация
Первоначально род был описан американским лепидоптерологом Уильямом Шаусом в 1916 году под названием Margiza, но так как оно уже было использовано в 1914 году французский энтомолог Полем Доньеном для обозначения другого рода, то в 1989 году Роберт Пул дал роду новое название Margizoides. В состав рода включают два вида:
- Margizoides partitalis (Dyar, 1918)
- Margizoides terranea (Schaus, 1916)

## Распространение
Представители рода встречаются во Французской Гвиане и на юге Мексики.